# Ground Zero (groupe)
Pour les articles homonymes, voir Ground zero (homonymie).
Ground-Zero était un groupe japonais de noise et d'improvisation pendant les années 1990, dirigé par le guitariste et turntablist Yoshihide Otomo, deux autres membres permanents et bien d'autres qui venaient régulièrement participer au groupe.

## Style musical
Le groupe jouait de différents instruments comme des platines vinyles, des échantillonneurs, du shamisen, du saxophone, du koto, de l'omnichord, de la guitare électrique et de deux batteries. Ils étaient le premier groupe d'improvisation à utiliser des platines.
Leur musique de virtuoses était mêlée de free jazz, d'improvisations musicales, de pop, de rock et de noise expérimental. Ils sont hautement considérés pour leur album Consume Red, sur lequel les musiciens improvisent autour d'un court extrait de hojok joué par le musicien coréen Kim Seok Chul.

## Histoire
Les membres de Ground-Zero s'étaient à la base réunis pour reprendre la game piece Cobra de John Zorn. Ils ont joué pour la première fois en public en août 1990 et pour la dernière fois en mars 1998. Leur dernier projet date de 1998 quand ils travaillaient sur des enregistrements d'un concert de 1992 à Cassiber à Tokyo ; celui-ci est paru sur le deuxième disque du double CD Live in Tokyo (1998).

## Discographie
- Null and Void (1993)

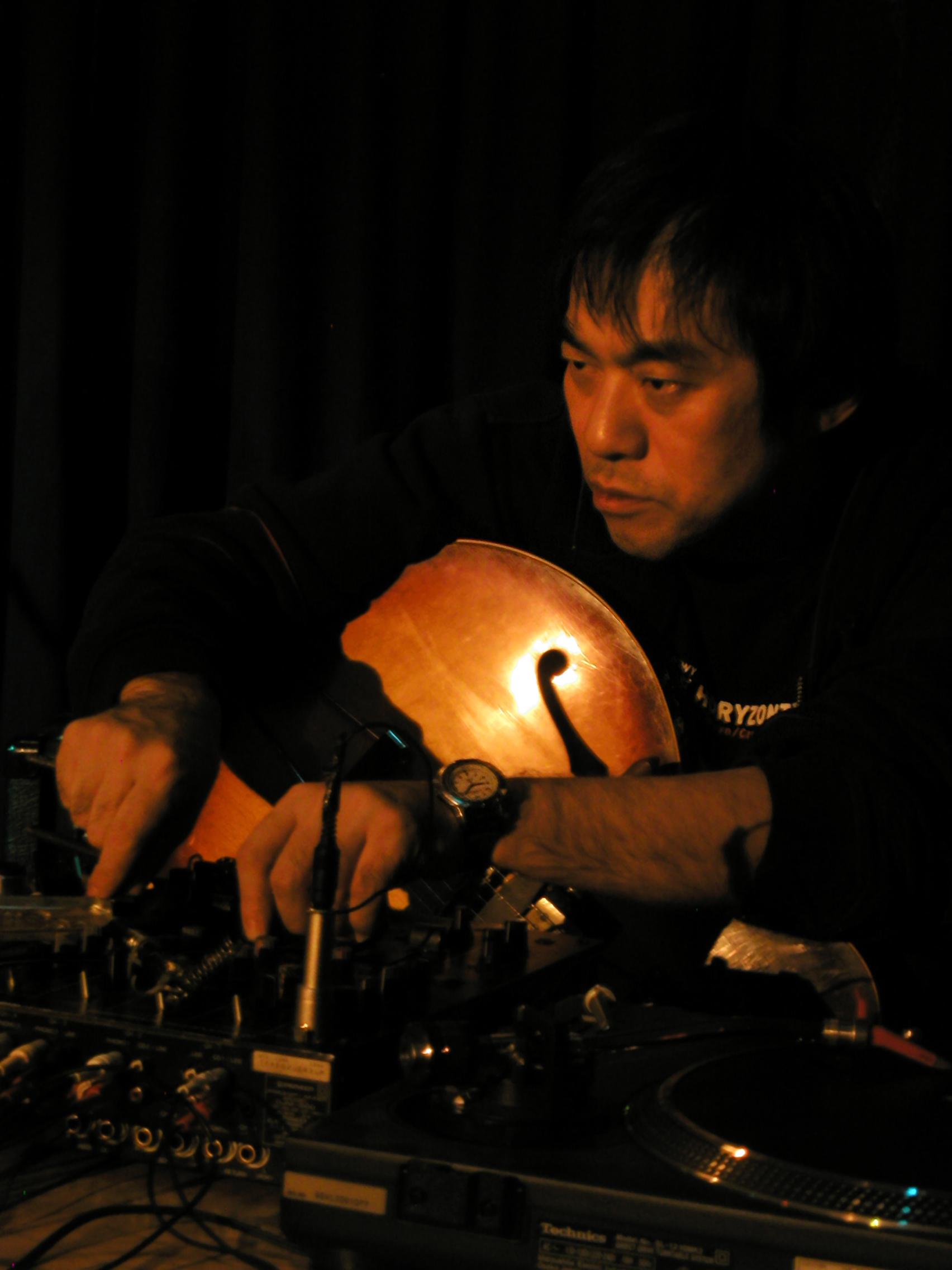
Otomo Yoshihide en 2007 à Weikersheim, en Allemagne.

- Revolutionary Pekinese Opera ver. 1.28 (1996, ReR GZ1)
- Consume Red (1997, Sank-ohso/Creativeman)[3]
- Last Concert (1999, (Valve/Amoebic)[1],[3]